# Al-Quds
Al-Quds (em árabe: القدس) é um jornal diário palestino em língua árabe, sediado em Jerusalém. É publicado em formato standard. É o jornal diário de maior circulação nos territórios palestinos. Foi fundado em 1967 como uma fusão de duas publicações: Al-Difa' (em árabe: الدفاع) e Al-Jihad (em árabe: الجهاد). O proprietário do antigo jornal Al-Jihad (que foi fundado em 1951), Mahmoud Abu-Zalaf, serviu como seu primeiro editor-chefe até sua morte em 2005. Atualmente é editado por seu filho, Walid Abu-Zalaf.
Al-Quds é o diário palestino mais lido. Além da circulação em papel, o jornal publica seu conteúdo online em formato PDF e HTML. Em 17 de dezembro de 2008, o site do jornal começou a publicar conteúdo em persa.
O jornal opera um escritório em Washington, D.C., com o chefe do escritório Said Arikat relatando sobre a política externa dos EUA, especificamente no que se refere ao conflito israelense-palestino. No início de 2023, o site de notícias adicionou uma edição em hebraico e uma em inglês.

## Controvérsias

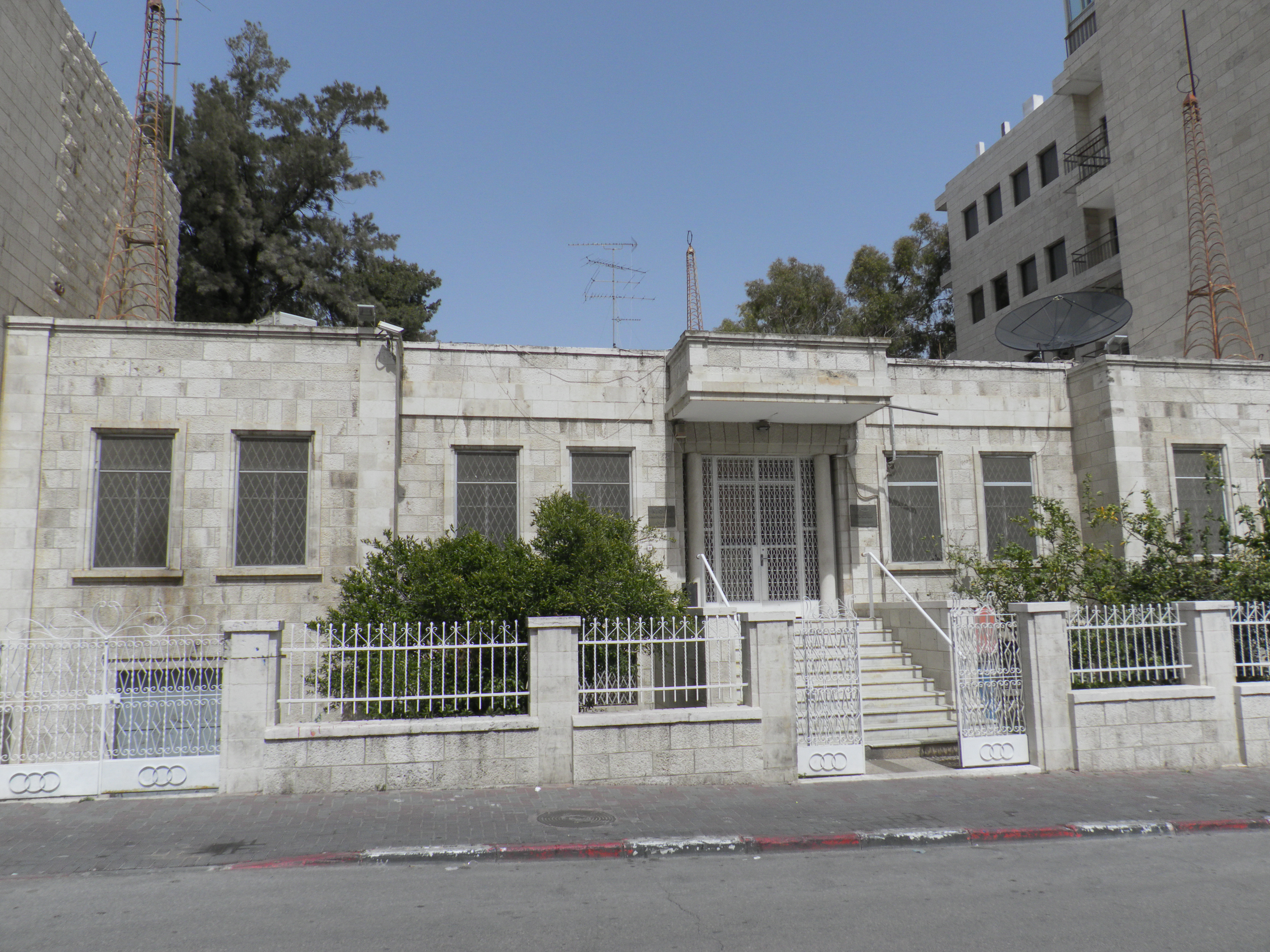
Edifício Al-Quds, Jerusalém

Na edição de 30 de novembro de 1997, o jornal afirmou que a publicação d'Os Protocolos dos Sábios de Sião não era uma farsa.

## Posição editorial
Al-Quds foi contra o boicote palestino tradicional às eleições israelenses em Jerusalém Oriental ao publicar anúncios de página inteira e apoiar o candidato a prefeito Arcadi Gaydamak em 2008.